# Raschietto
Il raschietto utilizzato in aggiustaggio è un semplice attrezzo composto da un'impugnatura simile a quella di un giravite e da una lunga barra piatta solitamente metallica la cui estremità è allargata e affilata. Questo attrezzo è utilizzato per nettare, asportare piccole quantità di materiale estraneo da una superficie o difetti di superficie e quindi serve per apportare sensibili ritocchi per il miglioramento del pezzo posto sotto lavorazione.

## Varianti
Raschietto affilamine
In questo caso lo strumento è molto più simile ad una lima
Davanti presenta dei fogli di carta vetrata spillata al pezzo di compensato tramite spillatrice.
Sul retro è attaccata una spugnetta che serve a rimuovere la grafite in eccesso.
Raschietto per scarpe
In questo caso si ha una lama a mezz'aria (presenta una luce da terra per facilitare la pulizia anche con la precipitazione meteorologica), che può essere fissa su una struttura (edificio, pavimentazione) o autoportante, il suo scopo è quello di ripulire le suole delle scarpe dallo sporco, veniva largamente utilizzato fino al 1900, dove il trasporto era incentrato sulla trazione animale ed era sovente calpestare letame.